# Циммерман, Джордж
Джордж Майкл Циммерман (англ. George Michael Zimmerman; род. 5 октября 1983) — американский патрульный-доброволец «соседского дозора» (англ. Neighborhood watch volunteer, фактически дружинник), 26 февраля 2012 года застреливший 17-летнего афроамериканца Трейвона Мартина.

## Биография
Джордж Майкл Циммерман родился 5 октября 1983 года в американском городе Манассас, штат Виргиния. Он стал третьим из четырёх детей в семье Роберта Циммермана (Robert Zimmerman), который 22 года прослужил в армии США, участвовал в войне во Вьетнаме, закончил армейскую карьеру, работая в Пентагоне, а в 2012 году упоминался в прессе как отставной судья Верховного суда Вирджинии. Мать Циммермана Глэдис (Gladys Zimmerman), в девичестве Глэдис Меза (Gladys Mesa), до замужества жила в Перу; известно, что на родине она преподавала физкультуру. Позднее Глэдис Циммерман стала работать заместителем секретаря суда. Из-за перуанских корней матери СМИ называли Циммермана принадлежащим к испаноязычному меньшинству, а также латиноамериканцем.
Циммерман воспитывался в религиозной семье. До восьмого класса он обучался в католической школе и, кроме того, служил алтарником в Католической церкви всех святых (All Saints Catholic Church), прихожанами которой были его родители. Позднее Циммерман обучался в государственной средней школе в Вирджинии — Osbourn High School, которую окончил в 2001 году. Вскоре после окончания школы Циммерман с семьей переехал во Флориду.
Отмечалось, что с начала 2000 годов Циммерман неоднократно попадал в полицейские сводки. В 2001 году он фигурировал в них в качестве потерпевшего, подвергшегося нападению. В июле 2005 года Циммерман был обвинён в сопротивлении аресту и нападении на полицейского, однако в дальнейшем формулировка обвинения была изменена на «оказание сопротивления полиции без применения силы». Ссора с полицейским произошла, когда тот допрашивал друга Циммермана в связи с незаконным распитием им спиртных напитков. Циммерман не был подвергнут судебному преследованию, пройдя специальную программу, позволявшую людям, впервые совершившим нетяжкое преступление, избежать уголовного наказания (retrial diversion program). Вскоре после этого происшествия, в августе 2005 года, бывшая невеста Циммермана Вероника Заузо (Veronica Zauzo) обвинила того в нападении. Циммерман, в свою очередь, утверждал, что это она «царапала и душила его» в ответ на его предложение расстаться. Суд запретил им обоим приближаться друг к другу. Известно также, что в 2006 году Циммерман обвинялся в превышении скорости, однако обвинение было снято, так как в суде его вина не была доказана.
В 2007 году Циммерман женился на косметологе Шелли Николь Дин (Shellie Nicole Dean). В 2009 году супруги поселились в закрытом жилом комплексе Retreat at Twin Lakes в Санфорде, штат Флорида, в районе с мультиэтническим населением. Обстановка там характеризовалась как неспокойная и криминогенная: в частности, упоминалось, что в районе нередко происходили кражи. Циммерман стал инициатором создания в Retreat at Twin Lakes службы общественных патрульных (патрульных-добровольцев). Он же оказался единственным добровольцем, пожелавшим взять на себя эту обязанность и назначил себя координатором.
В том же году Циммерман начал изучать уголовное судопроизводство в колледже округа Семинол. Отмечалось, что ранее Циммерман проходил 14-недельные курсы при полицейской академии, которые окончил в 2008 году. Как пояснил The Miami Herald источник в шерифском управлении, эти курсы были предназначены лишь для ознакомления граждан с работой полиции: их слушатели не получали ни специальной экипировки, ни каких-либо полномочий.
Рассказывая о том, кем работал Циммерман, СМИ сообщали, что он был страховым агентом и продавцом подержанных автомобилей. По данным на весну 2012 года, Циммерман работал андеррайтером (специалистом, анализирующим степень рисков) в фирме Digital Risk, занимающейся риск-менеджментом в ипотечной сфере.
СМИ писали, что в школе Циммерман состоял в «Клубе будущих бизнес-лидеров Америки», а в 2002 году стал членом Демократической партии США.

## Стычка с Трейвоном Мартином
Вечером 26 февраля 2012 года Циммерман, совершая обход района в качестве общественного патрульного, позвонил в службу 911 и сообщил, что видит «подозрительного парня». Пару минут спустя он сказал диспетчеру, что парень побежал к заднему выходу из жилого комплекса. Несмотря на то, что диспетчер просил патрульного не преследовать парня, Циммерман продолжил погоню. В результате завязавшейся борьбы он выстрелил своему противнику в грудь с близкого расстояния из своего полуавтоматического пистолета Kel-Tec PF-9 и убил его. На ношение оружия у патрульного было разрешение: в сообщении Reuters говорилось, что Циммерман купил пистолет в 2009 году, чтобы обороняться от агрессивного соседского питбуля.
Убитый не был вооружен. Им оказался 17-летний подросток Трейвон Мартин (Trayvon Martin). На допросе в отделении полиции Сэнфорда Циммерман заявил, что Мартин набросился на него, и ему пришлось выстрелить в целях самообороны. Он добавил, что во время потасовки Мартин ударил его в лицо, сломав нос, а затем прыгнул на него сверху, ударив патрульного головой о тротуар (ABC News приводил фотографию, сделанную сразу после убийства Мартина, на которой отчетливо видна кровь на затылке Циммермана). После допроса патрульный был отпущен на свободу: полиция квалифицировала его действия как «нецелесообразное убийство, совершенное для предотвращения противоправного деяния» («unnecessary killing to prevent unlawful act»).
Позднее выяснилось, что постоянно проживавший с матерью подросток в роковой для него день навещал своего отца с целью совместного просмотра баскетбола, с дружинником он встретился на обратной дороге из магазина, где купил Skittles и бутилированный чай, и кроме этих вещей у него ничего при себе не было.
Менее чем через 2 недели после случившегося, 8 марта, в сети появилось заявление родителей Трейвона Мартина с призывом справедливого расследования убийства их сына. Очень скоро их петиция набрала свыше двух миллионов подписей. Вокруг убийства Мартина развернулась широкая общественная кампания, тысячи людей выходили на митинги с требованием судебного разбирательства по делу и ареста Циммермана. Большинство протестующих было одето в толстовки с капюшоном — худи: именно эта одежда была на Трейвоне Мартине, когда он был убит. 28 марта американский конгрессмен Бобби Раш выступил с речью в Палате представителей, будучи одетым в худи в знак солидарности с протестующими. Между тем радикальная афроамериканская «Партия новые черные пантеры» (New Black Panther Party) предложила 10 тысяч долларов за поимку Циммермана. На вопрос, не является ли этот шаг подстрекательством к насилию, лидер организации Михаил Мухаммад (Mikhail Muhammad) ответил: «Око за око, зуб за зуб».
Семье Циммермана начали поступать угрозы, самому ему пришлось скрыться. В конце марта того же года Циммерман был отчислен из колледжа — чтобы не подвергать опасности других студентов.
Адвокат Циммермана в ответ на обвинения, согласно которым преступление, совершенное его подзащитным, стало проявлением расизма, сообщал, что тот был наставником чернокожего мальчика — водил его на баскетбол и помогал собирать деньги для церкви (фамилия ребёнка не называлась). Другие СМИ упоминали о двух афроамериканских детях, которых Циммерман опекал вместе с женой.
По мнению друга Циммермана Хорхе Родригеса, «Здесь не было никакого расизма. Речь шла об общине, которая страдала от нападений и грабежей, и только один человек посмел бросить всему этому вызов. Государство должно было наградить его, но вместо этого они устроили над ним суд».

## Следствие
11 апреля 2012 года Циммерман был взят под стражу по обвинению в убийстве второй степени[en]. Он не признал своей вины, но, тем не менее, извинился перед родителями своей жертвы. Уже 23 апреля он был выпущен на свободу под залог в 150 тысяч долларов. В том же месяце стало известно, что Циммерман собрал около 204 тысяч долларов пожертвований через сайт, запущенный им в собственную поддержку, но позже закрытый — как и его аккаунты в Twitter и Facebook.
Первые слушания по делу Циммермана были назначены на 29 мая 2012 года.
1 июня 2012 года суд отозвал решение о залоге и потребовал вернуть Циммермана под стражу, 3 июня он был вновь помещен в тюрьму. По мнению прокурора, когда решался вопрос о его освобождении под залог, Циммерман заявлял, что не имеет средств, хотя располагал 135 тысячами долларов, собранными на тот момент с помощью сайта в его защиту. Кроме того, выяснилось, что у Циммермана два действительных паспорта, один из которых он утаил от суда.
6 июля того же года Циммерман вновь был выпущен на свободу. Это произошло сутки спустя после того, как судья назначил залог в размере одного миллиона долларов, и Циммерман внес требуемые законом десять процентов от этой суммы.

## Суд
Суд над бывшим дружинником начался 11 июня следующего года; эксперты утверждали, что из-за относительно либеральных норм законодательства Флориды о применении оружия при самообороне обвинительный приговор был маловероятен.
28 июня, во время голосования по принятию законопроекта об иммиграционной реформе, лидер республиканского меньшинства в Сенате Митч Макконнелл, нарушив регламент, вместо «да» или «нет» выкрикнул «Циммерман невиновен!».
Судебный процесс приковал внимание американцев, вызвав огромный резонанс в обществе. Он так пристально освещался телевидением, что даже фактическое смещение президента Египта Мурси военными 5 июля прошло на этом фоне почти незамеченным.
Слушания завершились через месяц, 12 июля 2013 года, а на следующий день после 16-часовых совещаний жюри присяжных из шести женщин (пятеро — белые, а шестая — латиноамериканка) единогласно оправдало обвиняемого, признав факт самообороны.

### Реакция на приговор

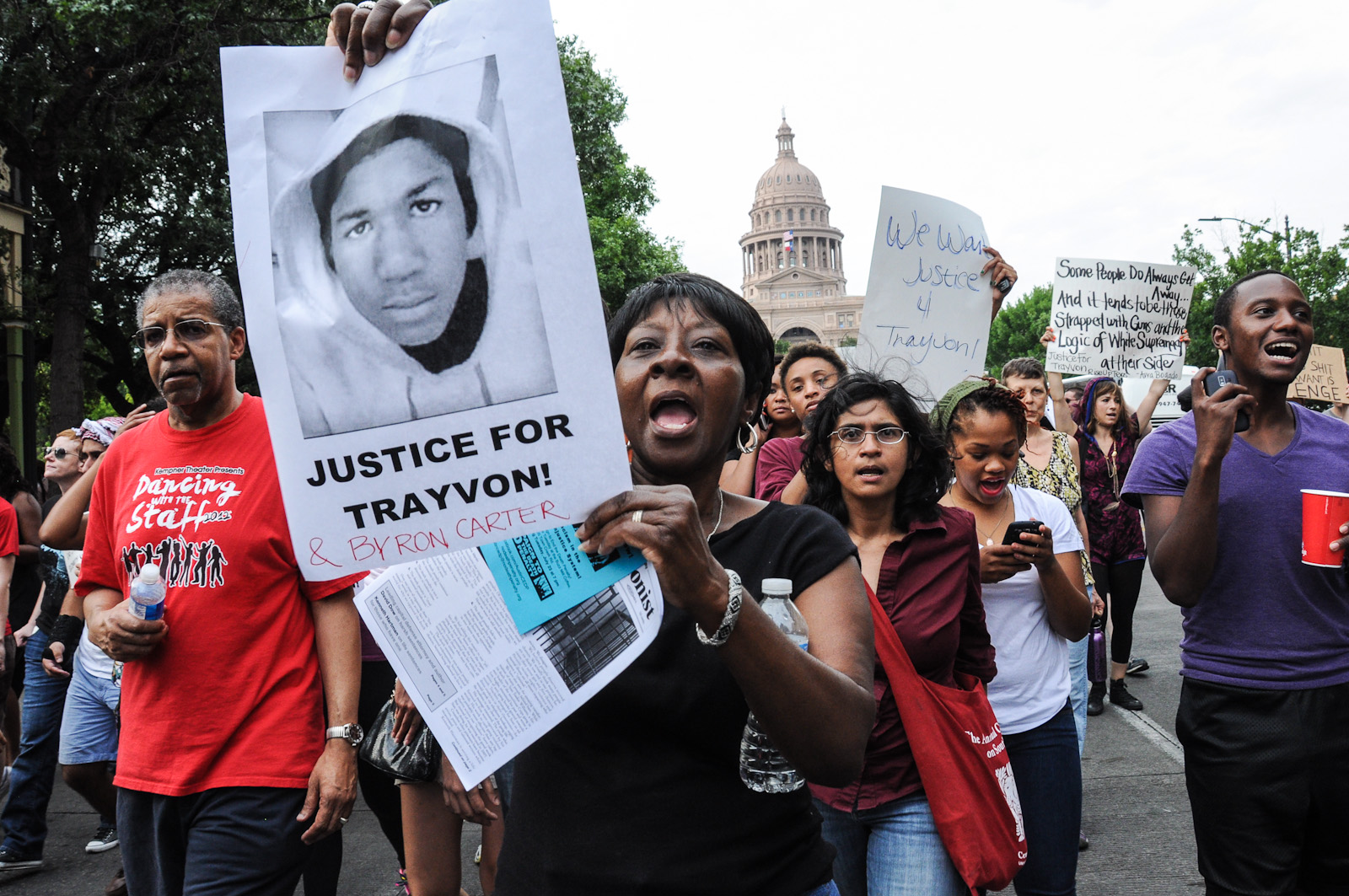
Марш протеста 14 июля 2013 в Остине, штат Техас

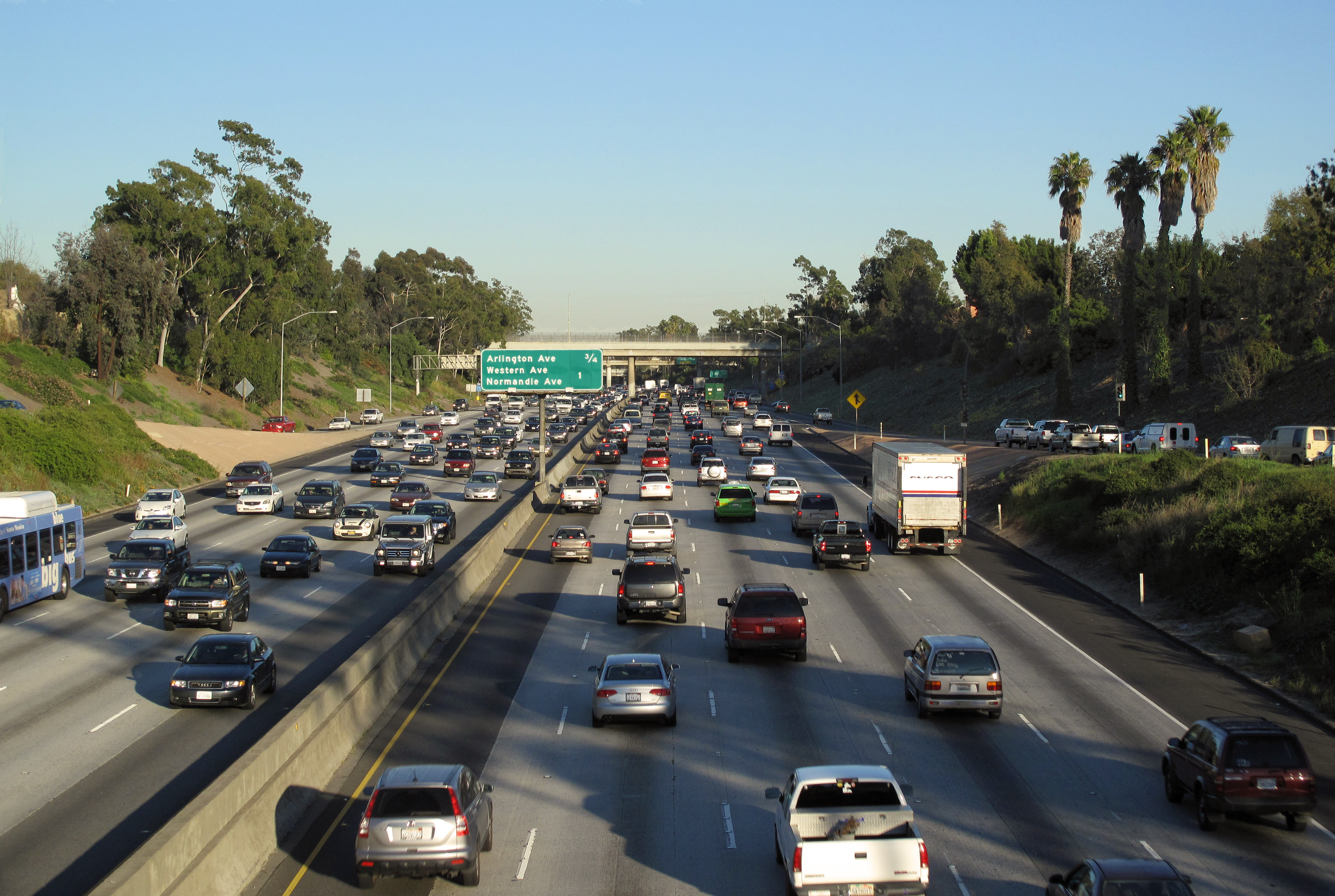
Магистраль I-10 на пересечении с бульваром Креншоу, фото сделано в пятом часу пополудни в будний день

Вердикт сразу же вызвал крупные акции протеста во многих городах США. Сторонники потерпевшего обвинили коллегию присяжных, среди которых нет ни одного человека с тёмным цветом кожи, в том, что при вынесении решения они руководствовались расистскими стереотипами. Ещё больше людей вышло на улицы на следующий день, 14 июля,.
Так, в Нью-Йорке несколько тысяч человек, среди которых много афроамериканцев, устроили митинг на Таймс-сквер, протестующие (некоторые в футболках с надписью «Застрели меня, я чёрный») держали плакаты «Нет справедливости» и «Равноправие для всех», в итоге 20 человек были арестованы.
В Лос-Анджелесе недовольные граждане почти на полчаса перекрыли автостраду I-10 в районе Мид-Сити, а после этого мешали движению на прилегающих улицах. По словам полиции, несколько человек стали бросать в стражей порядка камни и батарейки типоразмера D, поэтому им пришлось применить резиновые пули. Сотни людей прошли также маршем по Западной авеню, акции протеста прошли также на бульваре Голливуд и районе «Леймерт-Парк» на юге города («Южном Централе»). Основным лозунгом протестующих, который они скандировали, был «Справедливость для Трейвона» (Justice for Trayvon).
Акции протеста разной численности, в которых принимали участие также и множество белокожего и иного населения, также прошли в Вашингтоне, Сан-Франциско, Чикаго и других городах, а в некоторых случаях (например, в Окленде) переросли в столкновения с полицией.
Президент США Б. Обама призвал граждан успокоиться, уважать закон и решение суда:

The death of Trayvon Martin was a tragedy. Not just for his family, or for any one community, but for America. I know this case has elicited strong passions. And in the wake of the verdict, I know those passions may be running even higher. But we are a nation of laws, and a jury has spoken. I now ask every American to respect the call for calm reflection from two parents who lost their young son. And as we do, we should ask ourselves if we’re doing all we can to widen the circle of compassion and understanding in our own communities. We should ask ourselves if we’re doing all we can to stem the tide of gun violence that claims too many lives across this country on a daily basis. We should ask ourselves, as individuals and as a society, how we can prevent future tragedies like this. As citizens, that’s a job for all of us. That’s the way to honor Trayvon Martin.— официальный твиттер Белого дома
Вскоре после объявления приговора Национальная ассоциация содействия прогрессу цветного населения опубликовала на своём сайте онлайн-петицию в адрес генерального прокурора США Э. Холдера с требованием предъявить обвинения на федеральном уровне в связи с нарушением наиважнейшего гражданского права — права на жизнь — на основании закона о гражданских правах 1964 года, позволяющего федеральным судам повторно судить лиц, оправданных судами штатов. Однако по мнению экспертов, опрошенных The Washington Post, для начала такого судебного процесса минюсту США придётся доказать то, что убийство было совершено по расистским мотивам, а сделать это будет очень сложно.

### В массовой культуре
- В 17-м сезоне мультсериала «Южный парк» вышла серия Война миров Зиммерман, пародирующая дело Джорджа Циммермана.
- Хип-хоп исполнитель Ace Hood упомянул имя Трейвона Мартина в композиции Another Statistic: «God bless Trayvon Martin — I’m in my hoodie. Another innocent young brother who met a bully» — «Боже, благослови Трейвона Мартина — на мне толстовка с капюшоном. Очередной невинный братец, который наткнулся на задиру».
- Джордж Циммерман был упомянут в 6-м сезоне американской версии сериала «Shameless»: «400 лет угнетения сделали бы тебя чёрным, и если ты не закончишь с этой пародией, я натравлю на тебя Циммермана».
- Jay-Z почтил память XXXTentacion в треке с нового альбома Дрейка: «Вы убили Экса, но позволили жить Циммерману. С улицами покончено».
- Джойнер Лукас упомянул о Джордже Циммермане и Трейвоне Мартине в своей песне «Devil’s Work» из альбома «ADHD».
- Roddy Ricch упомянул о Джордже Циммермане в своей песне «The Box» из альбома Please Excuse Me for Being Antisocial.
- Джордж Циммерман также упомянут в 7 сезоне 3-й серии сериала «Американская история ужасов».